# Le Thuel
Le Thuel ist eine französische Gemeinde mit 155 Einwohnern (Stand 1. Januar 2022) im Département Aisne in der Region Hauts-de-France (vor 2016 Picardie). Sie gehört zum Arrondissement Vervins, zum Kanton Vervins und zum Gemeindeverband Portes de la Thiérache.

## Geographie
Die Gemeinde Le Thuel liegt 39 Kilometer ostnordöstlich von Laon an der Grenze zum Département Ardennes. Nachbargemeinden von Le Thuel sind Berlise im Nordosten, Renneville im Südosten, Sévigny-Waleppe im Süden, Montloué im Westen sowie Noircourt im Nordwesten. Im Osten der Gemeinde stehen sechs Windkraftanlagen als Teil eines interkommunalen Windparks.

## Geschichte
Die Gemeinde wurde am 1. Januar 2017 durch Erlass der Präfektur aus dem Arrondissement Laon in das Arrondissement Vervins eingegliedert.

### Bevölkerungsentwicklung
| Jahr                       | 1962 | 1968 | 1975 | 1982 | 1990 | 1999 | 2006 | 2013 | 2022 |
| Einwohner                  | 191  | 175  | 135  | 164  | 154  | 149  | 168  | 179  | 155  |
| Quellen: Cassini und INSEE |      |      |      |      |      |      |      |      |      |

## Sehenswürdigkeiten

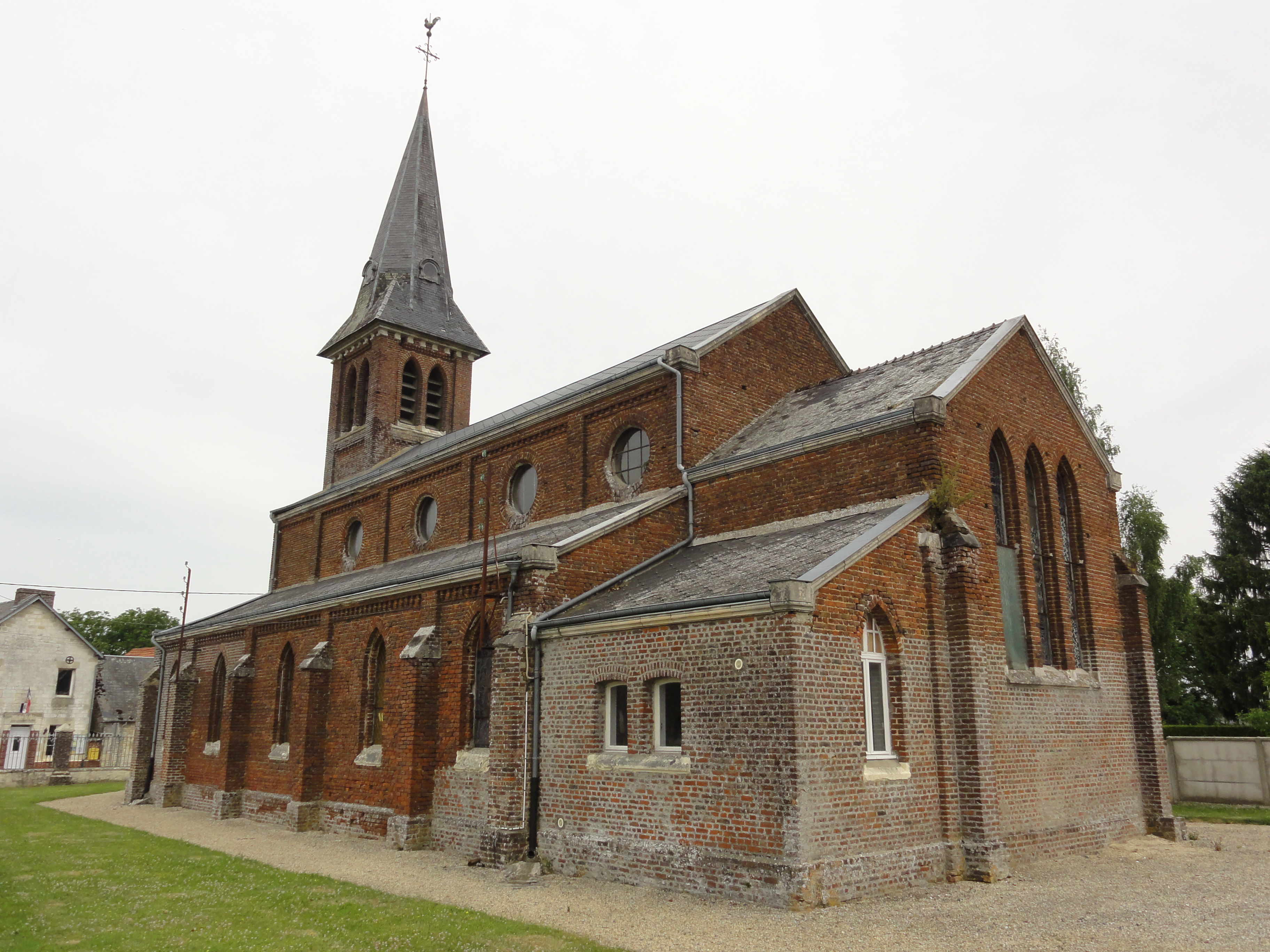
Kirche Sainte-Madeleine
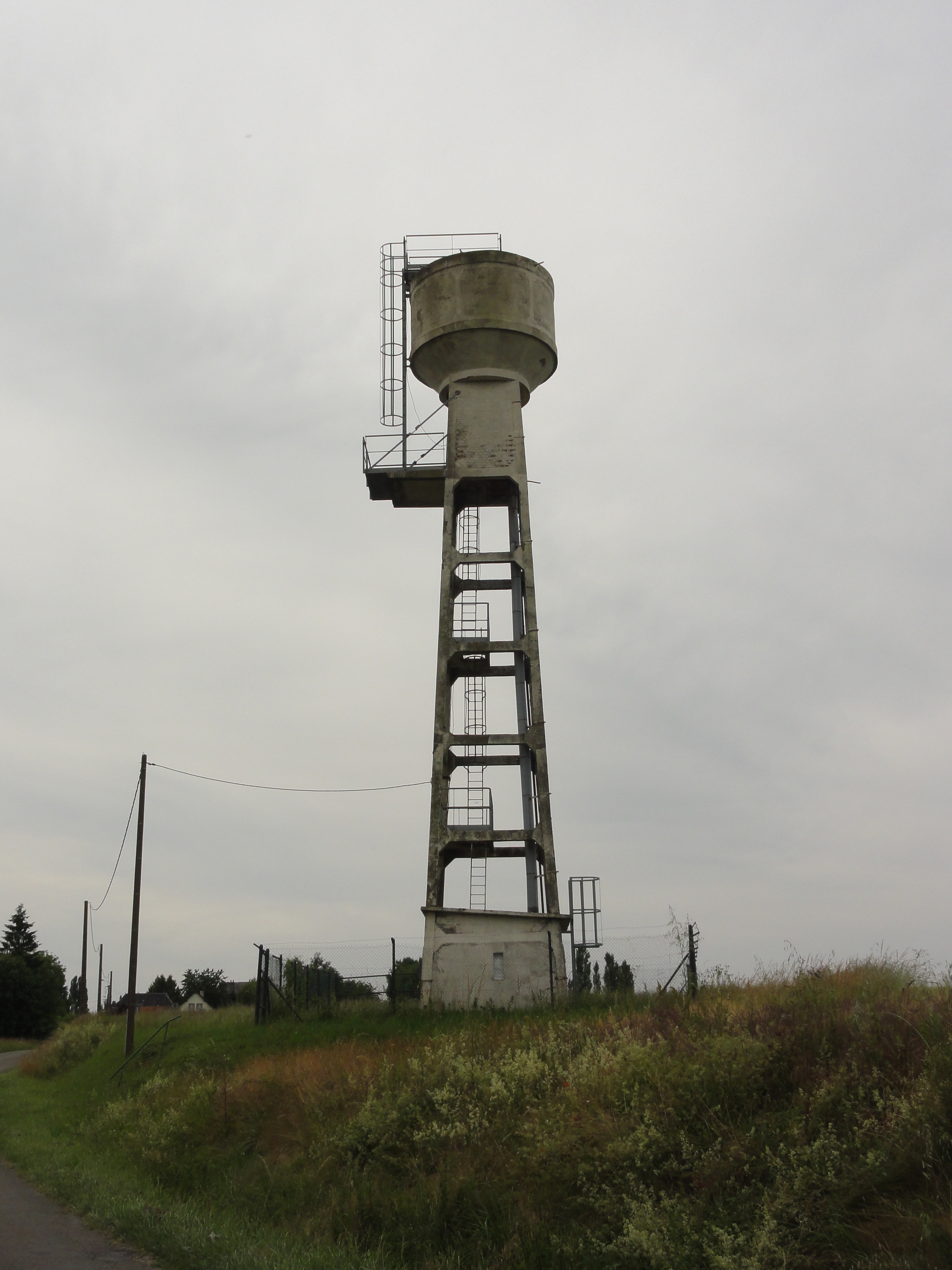
' Wasserturm

- Kirche Sainte-Madeleine
- Wasserturm